# Варлаам Охридски
Варлаам или Валам е православен духовник, охридски архиепископ от около 1597 до 1598 година. 

## Биография
Сведенията за Варлаам са оскъдни. Според житиеписен текст, публикуван от украинския монах Иван Вишенски, е роден в Охрид. Изглежда, че е заел архиепископския престол около 1597 година, след заминаването на предшественика му Атанасий на дипломатическо пътуване в Западна Европа. По неизвестни причини бил убит от турците на 28 май 1598 година. В бележка към пролог от ХIV-XV век се казва: „Ва лето 7106 месяца мая 28 дан архиепископу охридскому кир Валаму главу ему отсекоше турци у граду у Велесу, кои створиха велиа мука, а нему вечна ему памет". Тялото на светителя било хвърлено във Вардар, намерено от един рибар, пренесено и положено в охридската архиепископска църква, „идеже безпрестанно точит целбы и благодат дарует ищущим благодати." Сегашното местонахождение на мощите на св. Варлаам Охридски е неизвестно.

## Изследвания
- Снегаров, Иван. История на Охридската архиепископия-патриаршия, т.2. Второ фототипно издание.   София, Академично издателство „Проф. Марин Дринов“, 1995, [1932]. ISBN 954-430-345-6. с. 74, 194.
- Темелски, Христо и др. Св. великомъченик Варлаам, архиепископ Охридски //  Светци и духовни водачи от Македония.   www.Pravoslavieto.com, 2004. Посетен на 29 август 2009.
- Павлов, Пламен. Забравени и неразбрани. С., 2010.